# ジョージ・レーゼンビー
ジョージ・レーゼンビー（George Lazenby、1939年9月5日 - ）は、オーストラリアの俳優。2代目ジェームズ・ボンド役が有名であり、歴代ボンドの中でも唯一、ヨーロッパ人以外の俳優でもある。

## 略歴

### 生い立ち
レーゼンビーは1939年、オーストラリアのニューサウスウェールズ州クイーン・ベイヤンに生まれた。高校を卒業後、キャンベラにあるモリス・モーター社で車のセールスマンをした。スポーツではスキーが得意で、スキーのインストラクターをしながら、いくつかの競技に出場した。また地元バンドにも所属し、ベースを担当していた。そしてオーストラリア軍に所属し、軍曹の階級を得てマーシャル・アーツのインストラクターをした。除隊後、1964年にロンドンに移り住み、中古車のセールスマンを続けていたが、間もなくファッションモデルにスカウトされ、雑誌PB等の売れっ子モデルとなる。
俳優でなかったため、この当時の映画やドラマへの出演はなかったが、チョコレートバーのテレビCMに起用され脚光を浴びる。のちに『女王陛下の007』で監督をするピーター・ハントによれば『あのCMのおかげで誰もがレーゼンビーの顔を知っていた』という。

### 2代目ジェームズ・ボンド
ショーン・コネリー（初代）が映画『007』シリーズの主演降板を表明し、また、後に3代目を襲名するロジャー・ムーアとの出演契約の断念を受け、イーオン・プロダクションズとユナイテッド・アーティスツは数百人からなる2代目ジェームズ・ボンド候補を検討した。結果、レーゼンビーがスクリーンテストに合格した。アクションの上手さをピーター・ハント監督に買われたことが要因だった。1969年にシリーズ第6作『女王陛下の007』でジェームズ・ボンド役に抜擢される。2人のプロデューサーのうち、アルバート・R・ブロッコリよりもハリー・サルツマンが強くレーゼンビーを推した。
撮影中にレーゼンビー自ら、次回作以降の降板を申し出てしまったが、本人が後に「続ければよかった。もう1作続けていれば、さらに7本続いたと思う」と発言する一方で、アルバート・R・ブロッコリは撮影中「この映画がレーゼンビーにとって最初で最後の007になるだろう」と言った。現場での態度も悪く、Q役のデスモンド・リュウェリンは「あいつはスターの振る舞いとは、現場に遅れてくると思ってたようだ」と語っている。レーゼンビーはブロッコリの妻、ダナが関係者を招待したパーティでもトラブルを起こした。ダナは招待状を送る手間を省き、招待者リストを壁に貼った。するとパーティの当日、レーゼンビーは会場の外で無愛想に振る舞った。中へ入るように誘うダナに「俺はスターだぞ！招待状を送るのが礼儀だ」とダナに食ってかかった。するとブロッコリが「自分でスターなんて言っても無意味だ」と諭した。
しかし後年のインタビューでブロッコリは「あれはいい映画だった」と回想し、後にバーバラ・ブロッコリと共にプロデューサーを継いだマイケル・G・ウィルソンも「今でも多くのファンがいるのはうなずける」と言っている。
実際、ロジャー・ムーア時代にはムーアが2代目ボンドと勘違いされるほど存在感が薄かったが、原作ファンによる作品の再評価や、一本しか出演していないプレミア感から、年を重ねるごとに存在感を増している。
2024年時点で歴代最年少のボンドである。

### ボンド役引退後
『女王陛下の007』ではスキーを得意としていながら、スキーシーンで主演ゆえスタントマンの使用を強制されてしまったものの、元来の運動神経の良さを買われ、1973年に香港のゴールデン・ハーベスト社（以下、「GH社」）の名プロデューサー、レイモンド・チョウ（鄒文懐）の招きで、彼の製作するブルース・リーの『死亡遊戯』に出演するめどが立った。この作品はGH社傘下のリーのスター・プロであるコンコルド・プロダクションと、米ワーナー・ブラザースとの合作『燃えよドラゴン』公開前であったため、リーは香港を除く国際市場ではまだ、映画スターと呼ばれる域に達しておらず、イギリスの植民地である香港でのレーゼンビーの映画出演は事実上の「都落ち」だった。レーゼンビーによれば、ボンド役降板の際にブロッコリから「おまえはマカロニ・ウェスタンどまりだ」と揶揄されたというが、香港のカンフー映画の脇役出演も似たようなものであった。リーの急死により、1978年に追加撮影され完成された『死亡遊戯』は脚本も大幅に変えられたことから、オリジナルのキャストも一新され、レーゼンビーの出演も叶わなかった。
だがそれ以前に、『死亡遊戯』出演が流れた代わりとして、レーゼンビーはゴールデン・ハーベストとの間に3本の映画の出演契約を取りつけた。マーシャル・アーツの特技を活かし、ゴールデン・ハーベスト製作の香港映画『暗黒街のドラゴン 電撃ストーナー』（1974年、ファン・フェン監督）でアンジェラ・マオ（『燃えよドラゴン』）と共演、この作品の原題は007の当時の中国題名『鐵金剛』作品を思わせる『鐵金剛大破紫陽觀』である。続いて香港・オーストラリア合作映画『スカイ・ハイ』（1975年、ブライアン・トレンチャード・スミス、ジミー・ウォング共同監督）で悪役を演じてジミー・ウォングとも共演、この作品でレーゼンビーはスタントマンを使わず、自ら火だるまになってジミー・ウォングとの格闘シーンに臨んだ。両作品とも興行的には成功しており、彼のアクション技術の高さが存分に生かされた。同時にGH社のブルース・リー死去後の国際マーケットへのアピールに一役買っている。また、ブルース・リーの幻の共演者として、リーのドキュメンタリー番組には頻繁に登場し、その回数はなまじな共演者をはるかに凌駕し、リーの長年の友人ジェームズ・コバーン(ともに共演経験無し)にも匹敵する。また、レーゼンビーはマカロニ・ウェスタンの巨匠、セルジオ・レオーネの『夕陽のギャングたち』の出演オファーを受けるが、ブロッコリの言葉を連想したのか、これを拒否(本作は厳密にいえばマカロニ・ウェスタンではない)。代わりにコバーンが出演したという縁がある。
それ以降はアメリカ・サンタモニカに移り住み、レーサーをした。俳優としてしばしば、ボンドのパロディを演じている。1983年の『0011ナポレオン・ソロ2』では、『JB』の役名でタキシードを着てアストンマーティン・DB5に乗るイギリスのスパイを楽しげに演じた。この年はショーン・コネリー主演『ネバーセイ・ネバーアゲイン』とロジャー・ムーア主演『007 オクトパシー』が製作、公開され、世間を賑わせたが、同時に当時の歴代ボンド全員が揃い踏みの形になった(もっとも、レーゼンビーはボンドと思しき役であり、製作側は映画界で話題の「コネリーvsムーア」に当て込んでいた)。同作のプロデューサーは後に自身が製作したTVシリーズ『忍者ジョン＆マックス』と『新・ヒッチコック劇場』にもレーゼンビーを起用、前者はブリティッシュエージェント、マロリー役でアストンマーティンDB5に乗り、ワルサーPPKを携え、白のタキシード姿で出演、このエピソードの悪役は前作でイリヤ・クリヤキンを演じたデビッド・マッカラムだった。後者では伝説的スパイ、ジェームズ役で主演する。このエピソードは『Diamonds aren't forever (直訳:ダイヤモンドは永遠ではない)』という題名だった。シャーリー・バッシー歌唱による主題歌をバックに冒頭から、白のタキシード姿にユニオン・ジャックがあしらわれたパラシュートを着用して登場、舞台となる山荘にチェックインする際、お馴染みのセリフを言おうとするが、「My name is……(騒音)、James……(再び騒音)」、フロント係が知っていたので、フルネームを名乗る機会を失った。その後、山荘のバーでドライ・マティーニを出そうとするバーテンダーに「Not stirred.」とちょいちょい、定番のセリフをちりばめる。番組自体が『ヒッチコック劇場』なのでストーリーは密室サスペンスだが、クライマックスには悪党を相手にレーゼンビー得意の格闘場面も存在する。猟奇犯罪を見事に解決したジェームズはスパイとしての本来の任務を達成すると、唐突にソビエト将校が現れ、丸型のスコープサイトで狙いを定めたところをワルサーで返り討ちにする。ターゲットサイトは赤く染まっていく。という内容である。近年は、DVD『女王陛下の007/アルティメットエディション：特典映像インタビュー』で姿を見せ、やや老け込んだ感はあるが、その存在をファンにアピールしている。英米で催される映画ファン向けのイベントにおいて、シリーズの元出演者のサイン会が企画される際にも、ボンドを演じた俳優としては唯一、頻繁にその顔を見せる。2012年には、ゲスト出演したTV映画で当時の新作を意識したセリフを言っている。
この他にも、スーパーマンの少年時代の活躍を描いたTVシリーズ『スーパーボーイ』で、映像化作品ではマーロン・ブランドに続いてスーパーボーイ(スーパーマン)の父親、ジョー・エルを演じ、シルビア・クリステル主演のTVシリーズ『エマニュエル』にもマリオ役でレギュラー出演、また、声優としても『バットマン・ザ・フューチャー』シリーズにキング役で出演する等、日本ではあまり知られていないが、欧州と英語圏では一定の出演作とそれに応じた知名度があり、ボンド役の契約を結びながら、イオン・プロの都合でキャンセルされたジョン・ギャビンや、ジェームズ・ブローリンよりも有名である。
現在は俳優業のかたわら、実業家としての活動をしている。不動産投資などをしてハワイ、カリフォルニアやオーストラリアの牧場、香港の建物を多数所有している。プライベートでは航海、カーレース、オートバイレース、テニス、ゴルフを楽しんでいるという。
ロジャー・ムーアとは頻繁に連絡を取り合う仲で、ムーア時代の恒例行事のひとつである降板宣言がある度に、レーゼンビーはムーアに「俺はいつでも空いてるよ」と伝えていた。

### 引退発表
2024年7月、マネジメント会社が運営する公式X(twitter)にて俳優業の引退を発表。加えて、今後はインタビューやファンとの交流も断る方向であると明かした。理由としては「高齢であること、そして家族との時間を大切にしたい」との意向を伝えている。

## その他
「女王陛下の007」日本公開時の表記は、ジョージ・レーゼンビイであった。

## 主な出演作
| 公開年 | 邦題 原題                                                     | 役名                          | 備考       |
| ------ | ------------------------------------------------------------- | ----------------------------- | ---------- |
| 1969   | 女王陛下の007 On Her Majesty's Secret Service                 | ジェームズ・ボンド            |            |
| 1972   | 死んでいるのは誰? Chi l'ha vista morire?                      | フランコ                      |            |
| 1974   | 暗黒街のドラゴン 電撃ストーナー The Stoner                    | ジョセフ・ストーナー          |            |
| 1975   | スカイ・ハイ The Man from Hong Kong                           | ジャック・ウィルトン          |            |
| 1975   | 密室の人妻襲撃事件 Is There Anybody There?                    | ジョン                        | テレビ映画 |
| 1977   | ケンタッキー・フライド・ムービー The Kentucky Fried Movie     | 本人 （劇中劇の「建築家」役） |            |
| 1978   | ハイジャック'78/米三大都市核攻撃全滅計画 Evening in Byzantium | ロジャー・トロイ              | テレビ映画 |
| 1981   | ラスト・ハーレム/美女学園に隠された愛欲の罠 L'ultimo harem    | Prince Almalarik              |            |
| 1983   | 0011ナポレオン・ソロ2 Return of the Man from U.N.C.L.E.       | J.B.                          | テレビ映画 |
| 1986   | ネバー・トゥー・ヤング Never Too Young to Die                 | ドリュー                      |            |
| 1988   | ヘル・ハンター Hell Hunters                                   | ハインリッヒ                  |            |
| 1992   | ビホルダー/狂気の暴走 Eyes of the Beholder                    | ジャック・ウェイマン          |            |
| 1993   | エマニュエル 愛欲のチベット Le secret d'Emmanuelle            | マリオ                        | テレビ映画 |
| 1993   | ゲティスバーグの戦い/南北戦争運命の三日間 Gettysburg          | ジョンストン・ペティグルー    |            |
| 1996   | トゥモロー・ネバー・デッド/007は殺しの暗号 Fox Hunt           | Chauncey                      |            |